# Ametrino

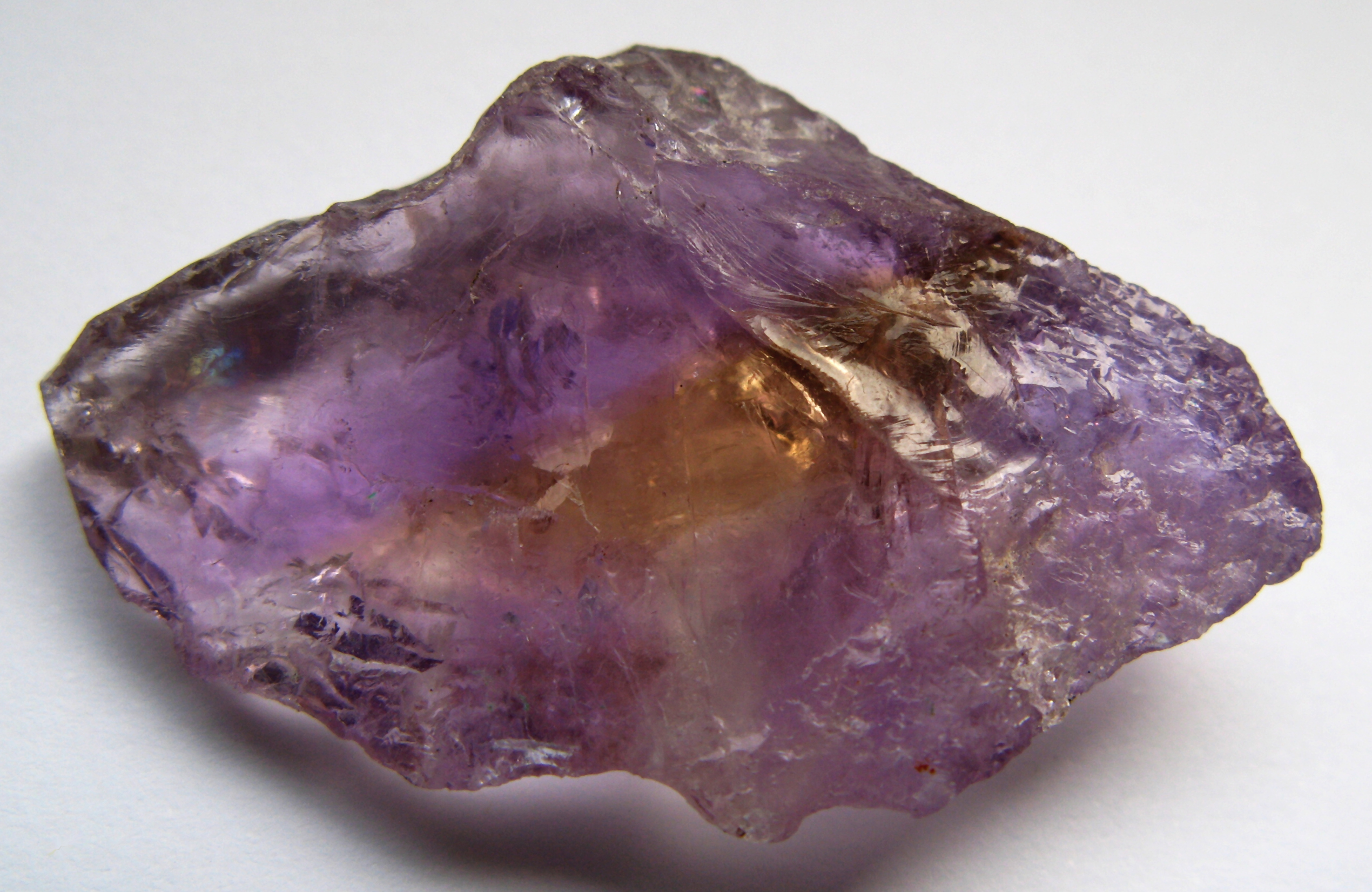
Ametrino o "bolivianita", fusión de la amatista y el citrino, de Bolivia

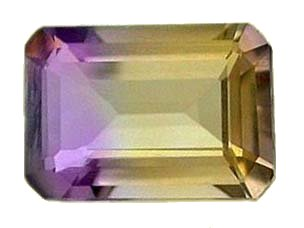
Bolivianita tallada, producto de la mezcla natural entre el Citrino y la Amatista.

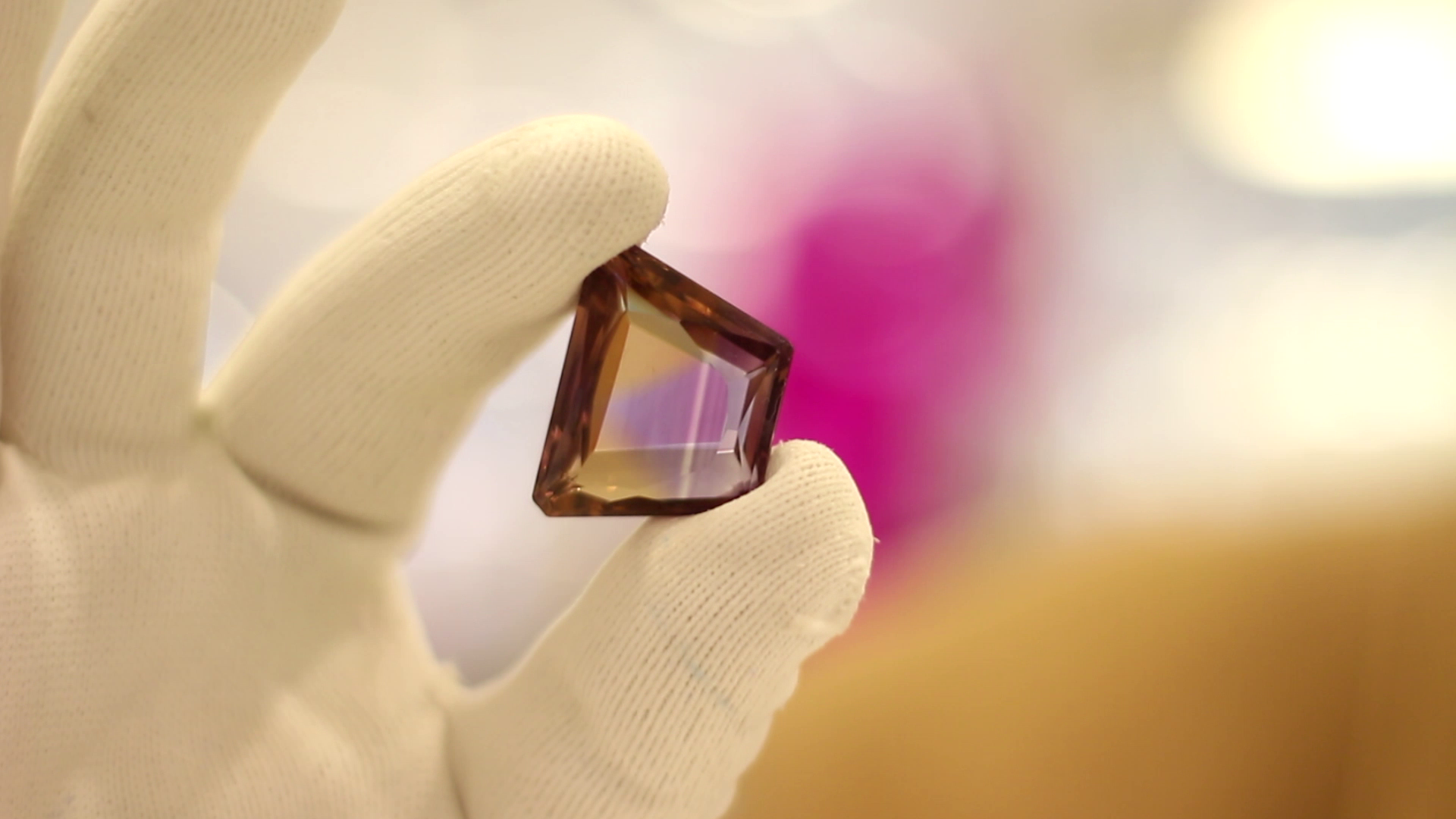
ametrino de corte elegante

El ametrino, también llamado bolivianita, anahíta o ayoreíta, es una gema,  variedad de cuarzo, formada por la asociación de zonas con el color de la amatista y zonas con el color del citrino. El nombre, que ha quedado en la literatura científica y comercial internacional, es la combinación de ametista (palabra portuguesa para amatista, ya que inicialmente se comercializó en Brasil) y citrino. En ejemplares de buena calidad, utilizables como gema, solamente se encuentra en el yacimiento de las minas Anahí y Yuruti, en la provincia de Germán Busch, cerca de las lagunas Mandioré y La Gaiba en el municipio de Puerto Quijarro, departamento de Santa Cruz (Bolivia).

## Mineralogía
La mezcla entre las dos piedras que originan el ametrino, amatista y citrino, se da de manera natural a partir de procesos hidrotérmicos, donde cuarzo con distintas impurezas de iones de hierro se mezclan.
En particular, el color púrpura o violeta de la piedra se genera a partir de los iones de hierro de fórmula Fe 3+ oxidados y convertidos en Fe 4+, mientras que los tonos dorados vienen de iones de hierro Fe 3+ estables.

## Historia
El cuarzo con zonados de color repartidos de forma sectorial se conoce desde el siglo XIX, aunque los ejemplares no tenían suficiente calidad para su uso como gemas. A finales de la década de 1970 comenzaron a aparecer en el mercado mundial de gemas de muy buena calidad y tamaño relativamente grande de cuarzo con zonas de dos colores buen diferenciados, amatista y citrino, a los que se atribuyó como origen una localidad indeterminada en el área minera de Rio Grande do Sul, aunque pronto se determinó que la localidad de procedencia estaba situada en Bolivia. Inicialmente la ocultación y la discrepancia entre las localidades llevó a sospechar que los ejemplares que habían aparecido en el mercado podían ser producto de un coloreado artificial, ya que materiales con características semajentes podían obtenerse por combinación de procesos de calentamiento e irradiación de algunos tipos de amatista. Finalmente se determinó que los ejemplares eran auténticos, analizando en detalle sus características mineralógicas y la geología del yacimiento. Hasta 1989, la legislación boliviana prohibía la minería en la zona, considerada reserva fiscal, por lo que toda la actividad de extracción de ametrino se llevaba a cabo de forma ilegal, transportando clandestinamente el mineral a Brasil, ya que también estaba prohibida la importación por este país, y registrándolo en Corumbá como producción brasileña. En 1989, cambió la legislación boliviana, autorizando la explotación minera, y la brasileña autorizando la importación, de modo que la sociedad Minerales y Metales del Oriente S.R.L. pudo registrar la concesión, dando a la mina el nombre de Anahí. El mineral se exportaba en bruto a Brasil, para ser trabajado en Belo Horizonte, Governador Valadares, Teófilo Otoni, o reexportado en bruto a extremo oriente.
El 12 de enero de 2009, el presidente Evo Morales Ayma promulgó la ley n.º 3998 que declaró a la bolivianita como gema emblemática de la identidad boliviana en el mundo. Además declaró de interés nacional la industrialización, procesamiento y tallado de la bolivianita, cuya existencia como recurso natural en Bolivia es única en el mundo, y prohibiendo la exportación del mismo en bruto durante diez años, para que el valor agregado de la trasformación del producto se quede en Bolivia.

## La mina Anahí, Bolivia
La mina Anahí se encuentra en la provincia de Germán Busch, cerca de las lagunas Mandioré y La Gaiba en el municipio de Puerto Quijarro, departamento de Santa Cruz, Bolivia. Esta mina, y los otros yacimientos semejantes de la zona , se sitúan sobre un sistema regional de fallas que se extiende a lo largo de unos 70 km. La mineralización se encuentra en la parte norte de un cerro formado por calizas y dolomitas, y se ha generado por silicificación de las calizas pertenecientes al Grupo Murciélago, depositadas en el Precámbrico,  hace entre 500 y 900 millones de años. Los cristales de ametrino se hallan  en brechas hidrotermales.

## Leyenda de la Princesa Ayorea y las Lágrimas de Miel y Violeta
Como una forma de promoción comercial, se han utilizado los nombres de bolivianita, ayoreita y anahita, y se ha creado la leyenda de que el ametrino se formó con las lágrimas de la princesa Anahí, de la tribu Ayorea, que se enamoró de un apuesto  extraño con el pecho reluciente llegado de tierras lejanas (un conquistador español con armadura). La felicidad que el amor les brindaba se vio empañada un día al extraviarse el español, en la profundidad de la selva amazónica. Ella lloraba sin consuelo el regreso de su amado. Apostada en el lugar más alto del cerro caían sus lágrimas que brillaban sobre los cristales de 2 colores, resultando unas lágrimas de belleza sin igual que guiaron al extraviado enamorado hasta su amada. Fue así como nació la leyenda de la Princesa Ayorea y las lágrimas de miel y violeta.